# Yaodu
För andra betydelser, se Yaodu (olika betydelser).
 Yaodu är ett stadsdistrikt och säte för stadsfullmäktige i Linfen i Shanxi-provinsen i norra Kina.